# Euspira lewisii
Euspira lewisii är en snäckart som först beskrevs av Gould 1847.  Euspira lewisii ingår i släktet Euspira och familjen borrsnäckor. Inga underarter finns listade i Catalogue of Life.

## Bildgalleri

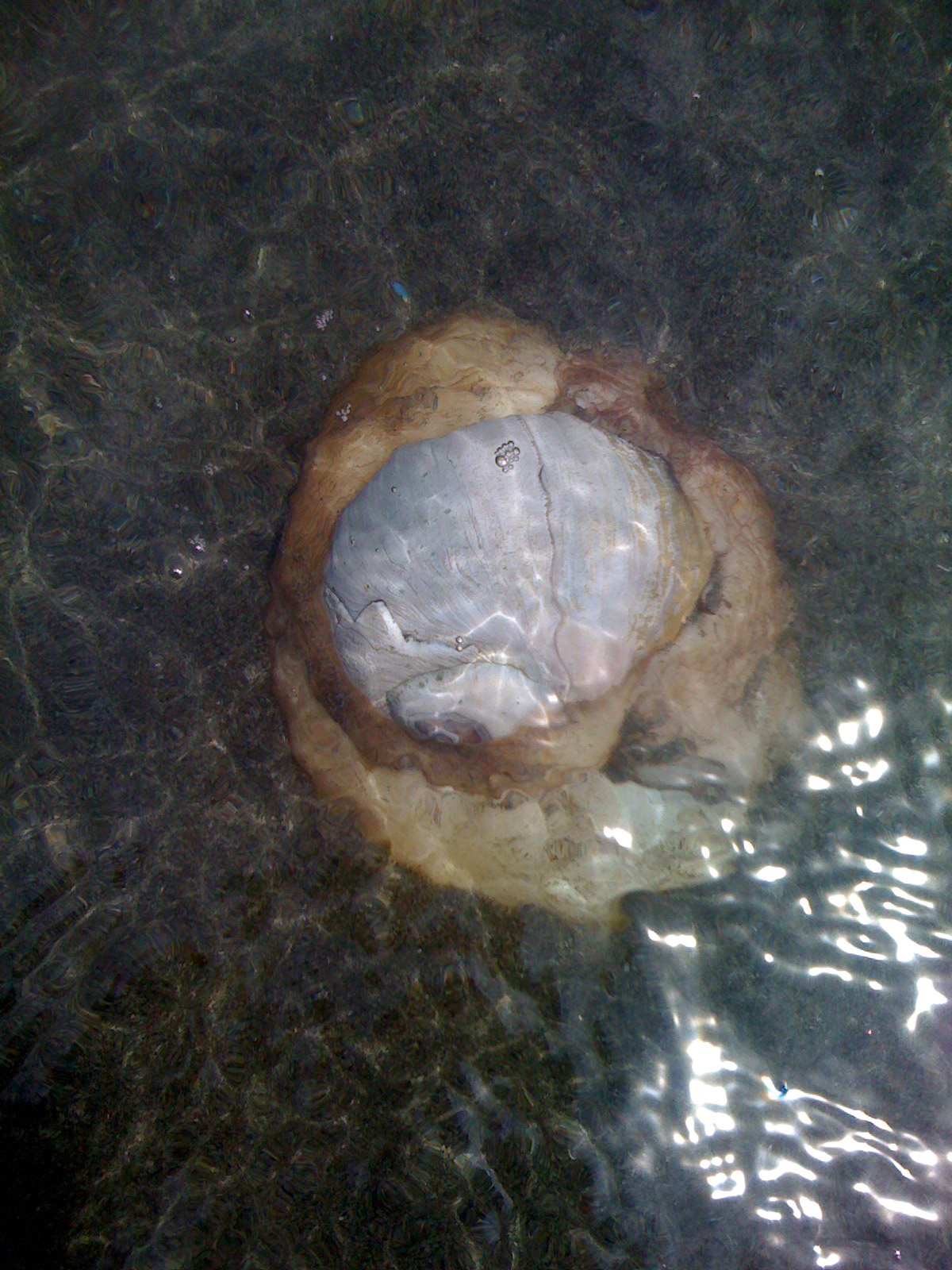
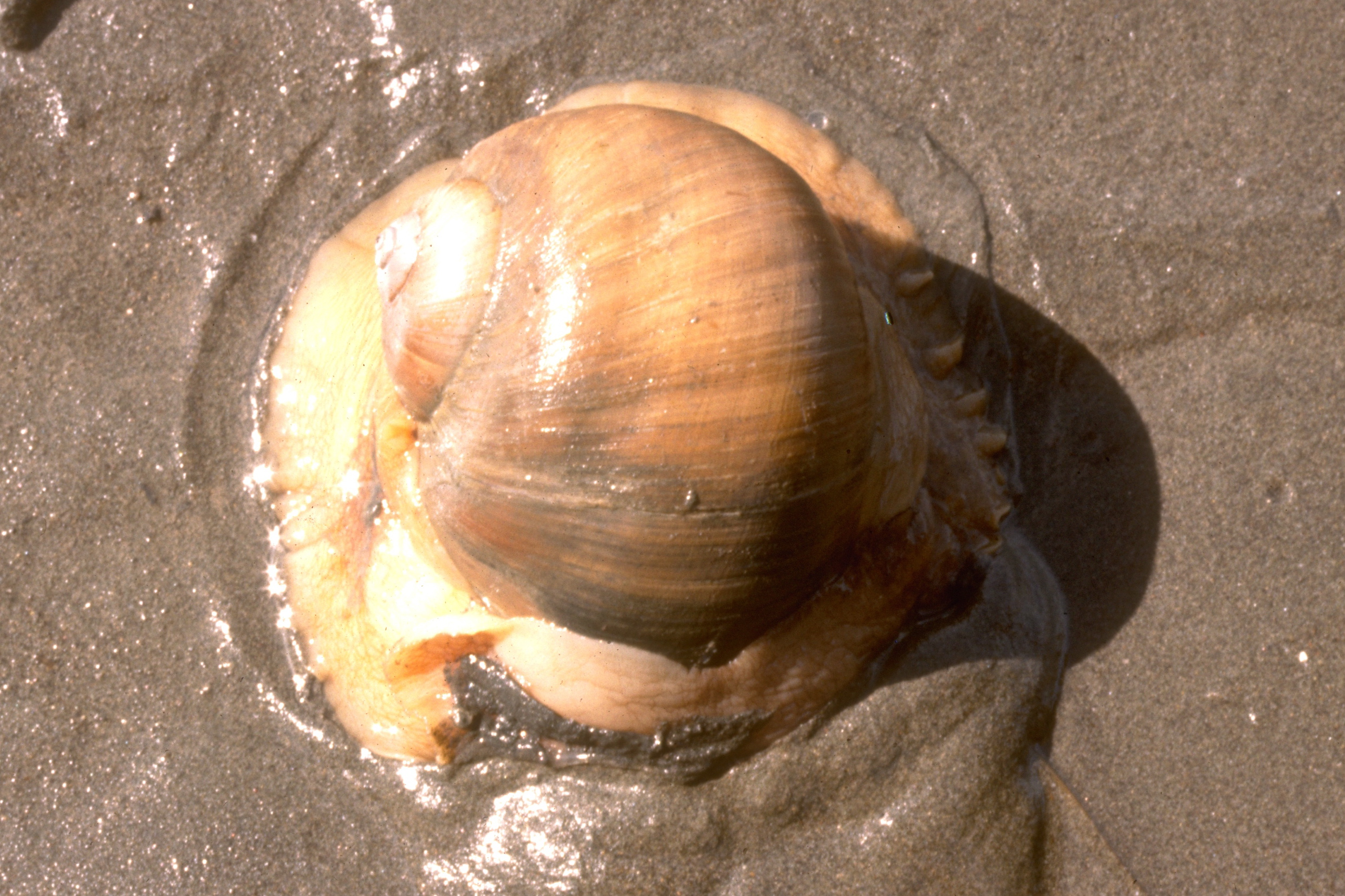
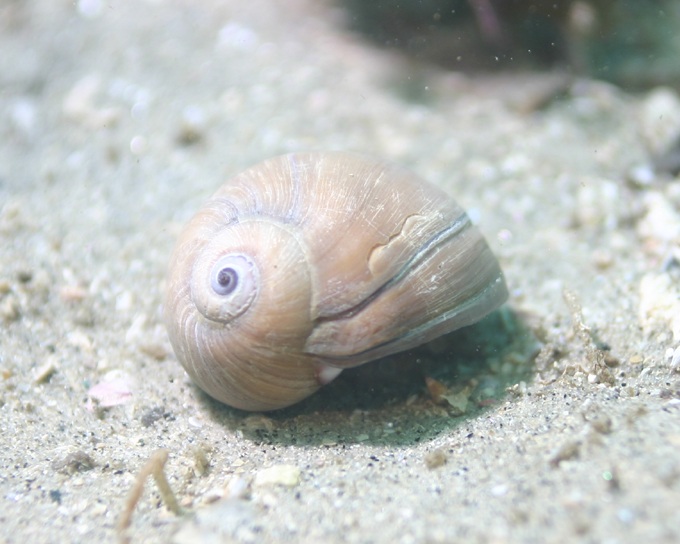